# سيد عبد العزيز (محافظ)
سيد عبد العزيز السيد شحاتة هو محافظ الجيزة سابقا جمهورية مصر العربية.

## حياته
- تخرج في كلية الهندسة جامعة عين شمس عام 1967
- حصل علي شهادة اتمام الدراسة العسكرية وماجستير العلوم العسكرية
- شغل منصب رئيس الجهاز المركزي للتعمير
- عمل رئيسا لجهاز مشروع الصرف الصحي للقاهرة الكبري
- شغل منصب محافظ الجيزة
- حصل علي وسام الجمهورية من الطبقة الثانية
- ميدالية الخدمة الطويلة والقدوة الحسنة
- ميدالية تحرير الكويت
- وسام الاستحقاق من الطبقة الأولي من البرازيل.